# Hydrillodes grisea
Hydrillodes grisea (лат.) — вид бабочек-совок из подсемейства совок-пядениц. Распространен в Папуа — Новой Гвинее.

## Описание
Размах крыльев 32 мм.
Губные щупики и голова охристо-серые, хохолок на 3 сегменте и грудь шоколадно-коричневые, брюшко сероватое.
Передние крылья большей частью серые с лёгким оттенком охры, местами со светло-коричневым напылением, внешний край крыла весь светло-коричневый.
Внутрення медиальная линия тёмная, прервана на жилках.
Почковидное пятно тёмное.
На месте подкраевой линии неясный ряд маленьких охристых пятен.
Задние крылья однотонные коричневато-серые.

## Систематика
Бабочка была описана Дж. Бетюн-Бейкером в 1908 году в составе монотипического рода Cellacrinata. Впоследствии отнесена к роду Hydrillodes.